# Neobythites marquesaensis
Neobythites marquesaensis is een straalvinnige vissensoort uit de familie van naaldvissen (Ophidiidae). De wetenschappelijke naam van de soort is voor het eerst geldig gepubliceerd in 2002 door Nielsen.